# Giuseppe Del Gaudio
Giuseppe Del Gaudio (Nápoles, 13 de marzo de 1976) es un deportista italiano que compitió en remo. Ganó cuatro medallas en el Campeonato Mundial de Remo entre los años 2001 y 2005.

## Palmarés internacional
| Campeonato Mundial | Campeonato Mundial | Campeonato Mundial | Campeonato Mundial      |
| Año                | Lugar              | Medalla            | Prueba                  |
| ------------------ | ------------------ | ------------------ | ----------------------- |
| 2001               | Lucerna (Suiza)    | Medalla de bronce  | Dos sin timonel ligero  |
| 2002               | Sevilla (España)   | Medalla de oro     | Ocho con timonel ligero |
| 2004               | Bañolas (España)   | Medalla de plata   | Ocho con timonel ligero |
| 2005               | Kaizu (Japón)      | Medalla de oro     | Ocho con timonel ligero |